# День незалежності (фільм)
«День незалежності» (англ. Independence Day) — американський науково-фантастичний фільм режисера Роланда Еммеріха 1996 року. Має продовження 2016 року під назвою «День незалежності: Відродження».
На Землю нападають прибульці з космосу і люди не в змозі протистояти їхнім кораблям. Прибульці без жодних пояснень руйнують міста і долають будь-який опір. Вцілілі з Лос-Анджелеса, Вашингтона й околиць попри все збирають сили для завдання удару у відповідь. 4 липня 1996 року стане або кінцем людства, або День незалежності США стане також Днем незалежності всієї Землі.

## Сюжет
Над Місяцем з'являється невідомий об'єкт, прямуючи в напрямі Землі. Тимчасом у Нью-Мексико в Інституті пошуку позаземного життя фіксують сигнал від об'єкта діаметром 550 км. Поки президент Томас Вітмор стурбований своїми низькими рейтингами, вчені намагаються розібратися в купі отриманої інформації. Об'єкт розділяється на кілька десятків 15-и кіломтерових, що летять до найбільших міст. З абдуктора Рассела Касса кепкують в барі, а пілот Стів Гіллер сам стає свідком прибуття космічного корабля іншопланетян. Учений Девід Левінсон помічає згасання сигналу і розуміє, що це зворотний відлік.
Левінсон намагається попередити президента, але йому не вірять, що прибульці готують напад. Гіллер змушений покинути відпустку і вирушати на військову базу, полишивши дружину Жасмін і сина. Встановити контакт з іншопланетянами не вдається, але численні люди прагнуть привітати гостей з космосу. Несподівано корабель над Лос-Анджелесом завдає пострілу по вертольотах, Девід Левінсон вираховує, що відлік скінчиться за кілька хвилин. Щойно цей час настає, по Лос-Анджелесу, Нью-Йорку і Вашингону завдається потужного удару променями, які руйнують міста. Жасмін рятується з сином і домашнім псом в автомобільному тунелі, а дружина президента Мерілін не встигає евакуюватися, отримуючи тяжкі поранення. Її знаходить Жасмін та збирає інших вцілілих.
Президент, врятувавшись на літаку, що стає повітряним штабом, віддає наказ лос-анджелеському ескадрону атакувати корабель над містом, але він захищений потужним силовим щитом. Прибульці висилають власні літаки, які перевершують земні і чисельністю, і льотними характеристиками. Стів і його друг Джим Вілдер відступають в числі останніх вцілілих. Стів, тікаючи від переслідувача в каньйоні, жертвує літаком і збиває апарат загарбників. Він знаходить ворожого пілота та, обв'язавши його стропами парашута, тягне до найближчої військової бази.
Рассел Касс опиняється на літаку президента, дорікаючи йому, що 1947 року в Нью-Мексико був знайдений корабель іншопланетян, але влада це замовчала. Президент відповідає, що це все вигадки жовтої преси, однак генерали розкривають — знахідка НЛО дійсно була. Президент з іншими вцілілими прибуває на таємну базу Зона 51, де учений Бракіш Окун демонструє тіла тих самих іншопланетян, які тепер напали на Землю. До того ж тоді було захоплено літак, що може дати ключ до розуміння технологій прибульців і перемоги. Стів дістається до тієї ж бази з непритомним іншопланетянином. Тим часом нападники продовжують знищувати міста і вже за 30 годин не лишиться жодного.
Бракіш береться за розтин іншопланетянина, та раптом той вибирається з екзоскелета і задушує ученого перед тим як його розстрілює охорона. Президент розуміє, що нападники літають від планети до планети тільки для захоплення природних ресурсів. Він наказує завдати ядерного удару, але силовий щит витримує.
Настає 4 липня, День Незалежності США. Батько Девіда Юліус в балачці зі своїм сином говорить аби той не сидів на підлозі, бо підхопить застуду. Це наштовхує Девіда на думку як побороти іншопланетян — заразити їхні комп'ютери вірусом. Він пропонує скористатися захопленим літаком, щоб непоміченими проникнути на материнський корабель прибульців і звідти поширити вірус на інші кораблі. Вірус зніме щити, зроблячи кораблі вразливими до земної зброї. Гіллер іде добровольцем на цю місію разом з Левінсоном як найкращий пілот. Вони піднімають ворожий апарат в повітря та долітають до материнського корабля.
Вірус вдається завантажити, він поширюється, однак іншопланетяни помічають непроханих гостей, блокуючи літак. Рассел, бувши колишнім пілотом, викликається в атаку на корабель над Лос-Анджелесом. Та літаки прибувають зарано, коли щит ще тримається. Корабель спрямовується до Зони 51, готуючись завдати нового удару з основної зброї. На літаку Рассела заклинює механізм запуску ракет, бачачи, що боєприпасів більше нівкого не лишилося, він спрямовує літак в промінь під кораблем. Ядерні ракети на борту вибухають, руйнуючи і корабель, який падає в пустелі. Із Зони 51 шлють азбукою Морзе повідомлення залишкам спротиву по всі Землі, що вороги вразливі. На материнському кораблі Гіллер з Левінсоном спостерігають підготовку масованого десанту. Вони переконані, що все одно загинуть, та залишають на кораблі заздалегідь взяту ракету. На їхній подив запуск ракети пошкоджує блокування літака. Гіллер та Левінсон встигають відлетіти до вибуху. Без материнського корабля машини прибульців вимикаються, стаючи беззахисними.
День Незалежності США стає днем Незалежності усієї Землі. Гіллер з Девідом здійснюють посадку біля Зони 51 та йдуть назустріч своїм рідним і колегам. Головні персонажі та весь світ спостерігають як уламки материнського корабля згорають в атмосфері.

## В ролях
- Вілл Сміт — Стівен Гіллер, пілот літака F/A-18.
- Білл Пуллман — президент Томас Вітмор.
- Джефф Голдблюм — учений Девід Левінсон, спеціаліст з комп'ютерних технологій.
- Джадд Гірш — Юліус Левінсон, батько Девіда.
- Мері Макдоннелл — Мерілін Вітмор, дружина президента.
- Роберт Лоджа — генерал Вільям Грей.
- Ренді Куейд — Рассел Касс, ветеран В'єтнамської війни, що був викрадений прибульцями.
- Маргарет Колін — Констанс Спано, колишня дружина Девіда.
- Вівіка Фокс — Жасмін Дуброу, дружина Стівена.
- Джеймс Ребгорн — Альберт Німзікі, секретар оборони.
- Гарві Фаєрстін — Марті Гілберт, начальник Девіда.
- Адам Болдвін — майор Мітчелл, командувач Зони 51.
- Брент Спайнер — учений Бракіш Окун із Зони 51.
- Джеймс Д'ювал — Мігель Касс, старший син Рассела.
- Гаррі Конник — Джиммі Вілдер, пілот і друг Стівена.
- Кірстен Воррен — Тіффані, танцівниця і подруга Жасмін.
- Мей Вітман — Патрісія Вітмор
- Ліза Джейкаб
- Джузеппе Ендрюс
- Росс Беглі
- Білл Смітрович
- Трейсі Волтер — асистент (в титрах не зазначений).

## Виробництво
- За словами продюсера/співсценариста Діна Девліна, американські військовики спочатку погодилися підтримати фільм, дозволяючи екіпажу знімати на військових базах, консультувати акторів, які мають військові ролі тощо. Однак, дізнавшись про посилання на Зону 51 в сценарії, вони відкликали свою підтримку.
- Сцена, в якій Вілл Сміт тягне несвідомого прибульця через пустелю була знята на солончаках біля Великого Солоного озера в штаті Юта. Слів Сміта «І що це, чорт забирай, так смердить?» не було за сценарієм. Велике Солоне озеро є домом для маленьких рачків артемій. Коли вони вмирають, тіла опускаються на дно озера (яке не дуже глибоке) і розкладаються. Коли вітер піднімається, бруд на дні переноситься ним, тому сморід від рачків поширються і по наколишніх солончаках. Вілла про це ніхто не попередив, звідси така його реакція.

## Супутня продукція

### Відеоігри
- День незалежності — у 1997 році було випущено однойменну відеогру за фільмом. Розроблена Radical Entertainment для Microsoft Windows, PlayStation, Sega Saturn, вона була симулятором повітряних боїв[2][3][4].

## Оцінки й відгуки
На грегаторі Rotten Tomatoes фільм зібрав 67 % схвальних відгуків критиків, а на IMDb середня оцінка складає 7/10.
«Голлівуд-репортер» високо оцінив спецефекти, особливо піротехнічні, а також дизайн інопланетян. Було визнано, що хоча Роланд Еммеріх з Діном Делвіном запозичили манеру зображення науково-фантастичних технологій, катаклізмів, війни в Лукаса, Спілберга та Кемерона, вони створили «сузір'я науково-фантастичної історії з найяскравіших зірок».
На думку CNN, «День незалежності» — це фільм, де є багато перебільшень, але це працює на створення видовища. Тоді як візуальна складова вторинна й невиразна, а персонажі стереотипні, режисура фільму видатна. Тому тим, кому сподобався попередній фільм Еммеріха, «Зоряна брама», «День незалежності» також буде до вподоби.
У «The Washington Post» зазначили, що «День незалежності» нагадує фільм «Війна світів» 1953 року, лише протягнений крізь теорії змови та фантазії про викрадення інопланетянами. «„День незалежності“ не для скептиків» — зауважувалося в відгуку, а його єдина мета — це зібрати велику касу, експлуатуючи інтереси рівня 9-12 річних хлопчиків.

## Цікавий факт
В Україні фільм «День Незалежності» часто показують по телебаченню на український День Незалежності.